# دمیتری کوزنتسوف
دمیتری کوزنتسوف (روسی: Дмитрий Викторович Кузнецов؛ زادهٔ ۲۸ اوت ۱۹۶۵) بازیکن فوتبال اهل روسیه است.
از باشگاه‌هایی که در آن بازی کرده‌است می‌توان به باشگاه فوتبال سوکول ساراتوف، باشگاه فوتبال دپورتیوو آلاوس، باشگاه فوتبال لوکوموتیو نیژنی نووگورود، باشگاه فوتبال مسکو، باشگاه فوتبال زسکا مسکو، باشگاه فوتبال اوساسونا، باشگاه فوتبال اسپانیول، باشگاه فوتبال ایرتیش پاولودار، باشگاه فوتبال تورپدو مسکو، باشگاه فوتبال وولگار آستراخان، و باشگاه فوتبال آرسنال تولا اشاره کرد.
وی همچنین در تیم‌های ملی فوتبال شوروی، کشورهای مشترک‌المنافع، و روسیه بازی کرده‌است.